# Torre degli Angiolieri
La torre degli Angiolieri è un edificio storico del centro di Firenze, situato in borgo San Jacopo 30, nel quartiere di Oltrarno. 

## Storia
La famiglia Angiolieri era tra le più antiche di Firenze ed ebbe importanti cariche politiche nella Repubblica fiorentina: nel 1193 il primo rettore delle arti (Angioliero), nel 1293 il primo priore (Pacino) e nel 1301 il primo gonfaloniere di giustizia. In seguito la famiglia si trasferì in Casentino, dove si estinse il ramo principale, mentre quello secondario prese il nome di Fantoni, poi Fantoni degli Angiolieri.
La torre appare per la prima volta citata nel 1393 e tuttavia la sua fondazione viene fatta risalire almeno alla seconda metà del XII secolo. Dalla famiglia degli Angiolieri passò successivamente ai Lotti, famiglia del sesto di Oltrarno estintasi nel Seicento. 
Nell'edificio ha tra l'altro sede la Scuola di Musica Oltrarno.

## Descrizione

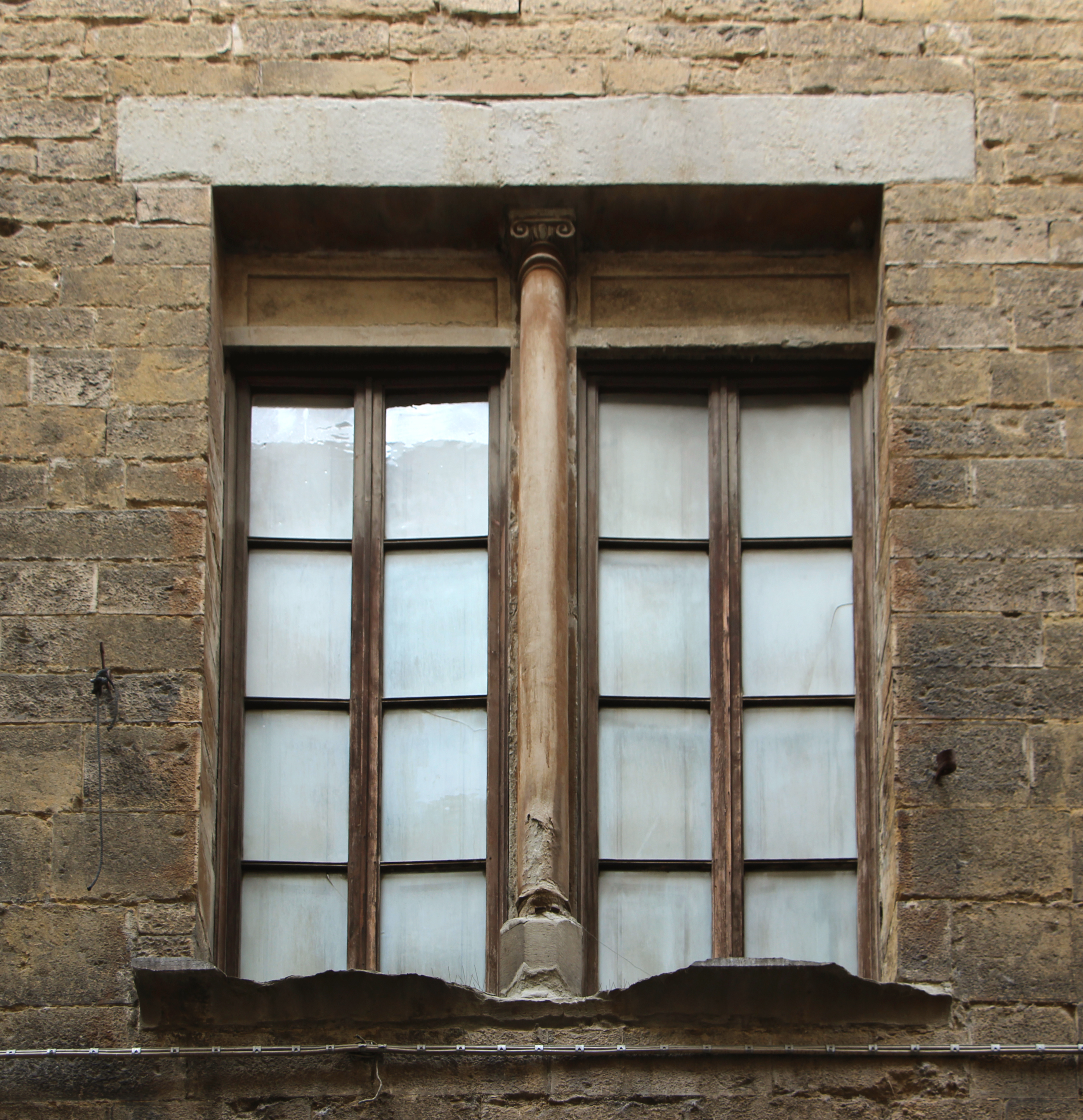
La finestra con colonnino

La torre si presenta oggi molto abbassata in seguito alla "scapitozzatura" antica, cioè alla demolizione dei piani superiori imposta dal Comune per far svettare la torre di Palazzo Vecchio. Oltre a ciò, ha subito nel tempo alterazioni e rifacimenti, come si evidenzia soprattutto nella parte superiore, che può dirsi completamente ridisegnata anche per l'apertura di finestre utili a dare luce agli interni. Nonostante il paramento in pietra a bozze regolari tenda a rendere unitaria l'intera facciata, è quindi da ritenersi riconducibile alla fabbrica originaria solo il piano terreno. Questo, trecentesco, è segnato da un grande portone con un arco a tutto sesto. 

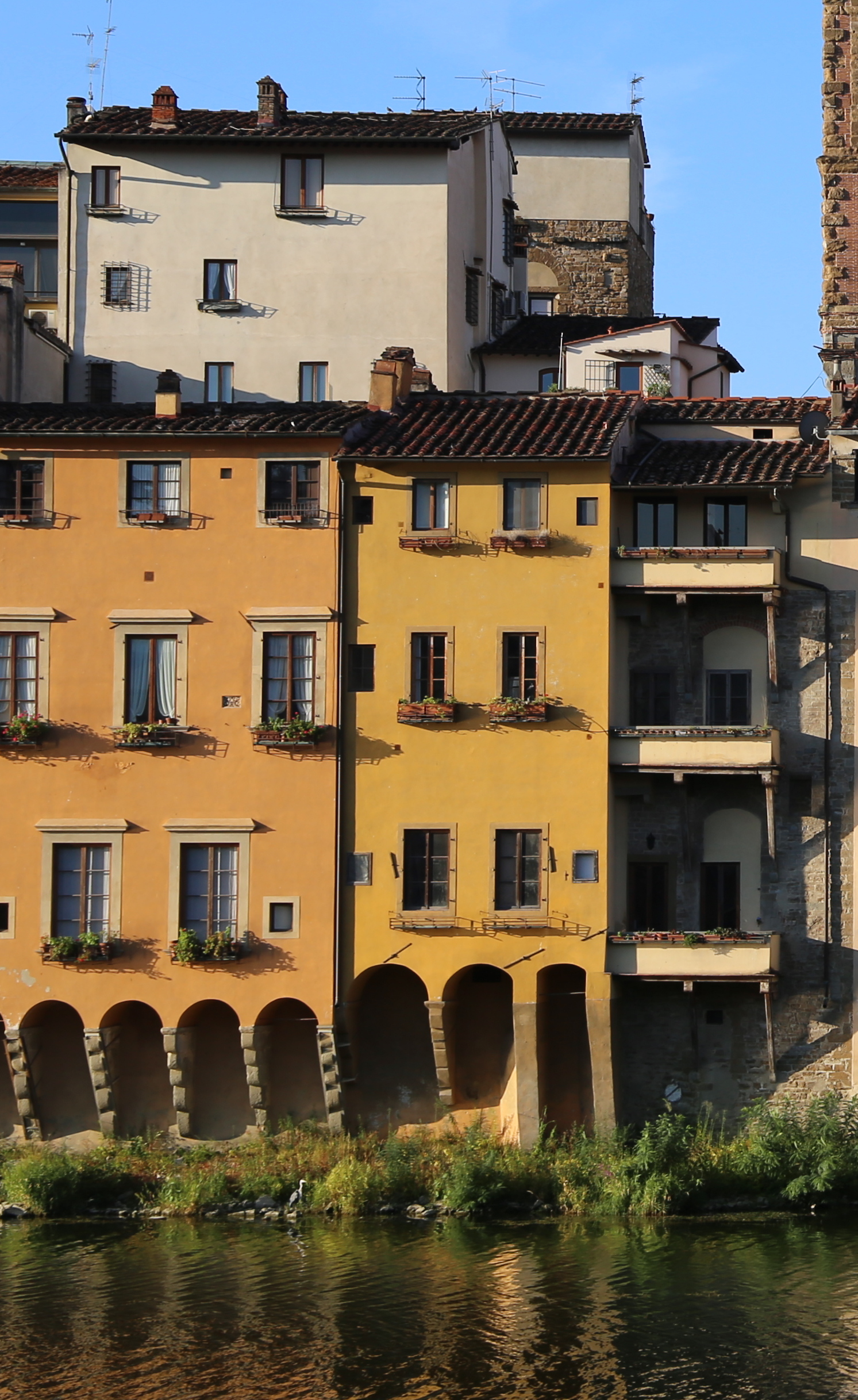
Torre degli Angiolieri (in giallo) lato Arno

Al secondo piano si apre invece una finestra più tarda, di forma rettangolare e divisa in due parti da una colonnina con capitello d'ordine ionico posta al centro quale sostegno di un piccolo architrave. Al terzo piano la finestra è ricavata dentro un archetto a tutto sesto. Vi si aprono numerose buche pontaie. Il tetto è a spiovente. Il corpo dell'edificio, in profondità, si affaccia direttamente con mensole sull'Arno.